# Spartak Taszkent
Spartak Taszkent (uzb. «Spartak» futbol klubi Toshkent, ros. Футбольный клуб «Спартак» Ташкент, Futbolnyj Kłub "Spartak" Taszkient) – uzbecki klub piłkarski, z siedzibą w stolicy kraju, Taszkencie.

## Historia
Chronologia nazw:
- 193?—1955: Spartak Taszkent (ros. «Спартак» Ташкент)
- 2009—...: Spartak Taszkent

Piłkarska drużyna Spartak została założona w mieście Taszkent w latach 30. XX wieku. 
W 1947 klub debiutował w Drugiej grupie, strefie środkowoazjatyckiej Mistrzostw ZSRR, w której zajął ostatnie 9 miejsce i pożegnał się z rozgrywkami profesjonalnymi.
Dopiero w 1953 ponownie startował w Klasie B. W 1955 zajął 14 miejsce w Klasie B, strefie 2, ale następnego sezonu nie wystartował w rozgrywkach profesjonalnych, tak jak jego miejsce zajął nowo utworzony klub Paxtakor Taszkent.
W 1938, 1947, 1953, 1954, 1955 również występował w rozgrywkach Pucharu ZSRR.
Odrodzenie zespołu nastąpiło dopiero w 2009, kiedy to debiutował w rozgrywkach Mistrzostw Uzbekistanu w Birinczi Liga. 

## Sukcesy
- 9 miejsce w Klasie B ZSRR, strefie środkowoazjatyckiej:

1947, 1954
- 1/16 finału Pucharu ZSRR:

1954
- Mistrz Uzbeckiej SRR:

1937, 1938, 1950, 1951

## Inne
- Pachtakor Taszkent